# Palazzo di Esma Sultan
Il Palazzo di Esma Sultan (in turco Esma Sultan Yalısı), è uno yalı storico situato sul Bosforo nel quartiere Ortaköy di Istanbul, in Turchia, che prende il nome dalla sua originaria proprietaria, la principessa Esma Sultan, è oggi utilizzato come centro culturale dopo essere stato ristrutturato.

## Storia
Il palazzo di tre piani in mattoni fu progettato dal famoso architetto Sarkis Balyan e finito nel 1875 accanto alla Moschea di Ortaköy. Fu donato alla principessa Esma Sultan, la figlia del sultano ottomano Abdul Aziz, come regalo di nozze nel 1889.
Il palazzo rimase in possesso della dinastia ottomana fino al 1915. Successivamente, l'edificio fu utilizzato prima come magazzino di tabacco e poi come deposito di carbone dal 1920 fino al 1975, quando fu distrutto da un incendio.

## Riqualificazione
Il rudere, costituito solo dai muri esterni dell'edificio, è stato acquistato all'inizio degli anni '90 dalla catena alberghiera The Marmara Collection. Dopo una ristrutturazione con aggiunte progettate dagli architetti Haluk Sezgin e Philippe Robert, il palazzo è stato aperto nel 2001 come luogo di eventi multiuso. All'interno delle pareti esterne in mattoni, che sono state lasciate come in origine, è incorporata una struttura in acciaio e vetro. Secondo il GAD Architecture Group, una riprogettazione dell'architetto Gökhan Avcıoğlu è stata completata nel 2005. L'edificio comprende un bar, un ristorante e una sala eventi su più livelli. L'edificio è situato in un giardino di 2226 m2. Il piano terra è largo 31,5 m, lungo 27 m e alto 3,80 m. Il primo piano è unito con il secondo, avendo dimensioni di 31,5 m di larghezza, 31 m di lunghezza e 6,80 m di altezza.
Il Palazzo di Esma Sultan, gestito dalla catena The Marmara Hotel come sede di vari meeting e conferenze, offre spazi per banchetti in un'atmosfera storica per un massimo di 1000 ospiti nel giardino, 180 ospiti al piano terra e 330 ospiti al primo piano. Lo spazio per il ricevimento è disponibile per un massimo di 3000 ospiti nel giardino, 300 ospiti al piano terra e 600 ospiti al primo piano. Il locale ospita anche concerti dell'Istanbul International Jazz Festival e del Festival musicale internazionale di Istanbul.